# ワン・オブ・ア・カインド (ドン・エイリーのアルバム)
『ワン・オブ・ア・カインド』（One of a Kind）は、イギリスのミュージシャン、ドン・エイリーが2018年に発表した、ソロ名義では5作目のスタジオ・アルバム。

## 解説
『キード・アップ』（2014年）以来4年ぶりのソロ・アルバムに当たり、「ドン・エイリー&フレンズ」名義でのライヴ活動をサポートしてきたミュージシャンが全面参加した。日本盤ボーナス・トラックの2曲と、限定盤ボーナス・ディスクに収録された4曲は、いずれも2017年3月14日のハンブルク公演におけるライヴ録音である。
ヒュー・フィールダーはloudersound.comのレビューで5点満点中3点を付け、全体像に関して「これまで多数の雇い主たちとの共演に役立ってきた、カメレオンの皮膚の如き多様性の一部を削ぎ落し、自然な本能の赴くままに、彼自身が主導権を握っている」、収録曲「リスペクト」に関して「ディープ・パープルの"Speed King"を思わせる」と評している。また、『CDジャーナル』のミニ・レビューでは「ナザレスのカール・センタンス（vo）をはじめ、ドンのツアー・メンバーで制作した熱気あふれるクラシック・ハードロックが楽しめる」と評されている。

## 収録曲
特記なき楽曲はドン・エイリー、カール・センタンス、サイモン・マクブライドの共作。
1. リスペクト "Respect" – 4:39
2. オール・アウト・オブ・ライン "All Out of Line" – 4:33
3. ワン・オブ・ア・カインド "One of a Kind" – 5:11
4. エヴリタイム・アイ・シー・ユア・フェイス "Every Time I See Your Face" (Don Airey, Carl Sentance) – 3:21
5. ヴィクティム・オブ・ペイン "Victim of Pain" – 5:23
6. ランニング・フリー "Running Free" (D. Airey, C. Sentance) – 4:50
7. ロスト・ボーイズ "Lost Boys" (D. Airey, C. Sentance) – 4:51
8. ウォント・ユー・ソー・バッド "Want You So Bad" – 4:48
9. チルドレン・オブ・ザ・サン "Children of the Sun" (D. Airey, C. Sentance) – 4:02
10. リメンバー・トゥ・コール "Remember to Call" (D. Airey, Simon McBride) – 3:42
11. ステイ・ザ・ナイト "Stay the Night" (D. Airey, C. Sentence, Jon Finnigan) – 4:19

### 日本盤ボーナス・トラック
1. シューティング・スター（ライヴver.） "Shooting Star" (D. Airey, C. Sentence) - 5:03
2. ザ・ウェイ・アイ・フィール・インサイド（ライヴver.） "The Way I Feel Inside" (D. Airey, C. Sentence) – 5:32

### 限定盤ボーナス・ディスク
1. ピクチャーズ・オブ・ホーム "Pictures of Home" (Ian Gillan, Ritchie Blackmore, Roger Glover, Jon Lord, Ian Paice)
2. シンス・ユー・ビーン・ゴーン "Since You've Been Gone" (Russ Ballard)
3. アイ・サレンダー "I Surrender" (R. Ballard)
4. スティル・ゴット・ザ・ブルース "Still Got the Blues" (Gary Moore)

## 参加ミュージシャン
- ドン・エイリー - キーボード
- カール・センタンス - ボーカル
- サイモン・マクブライド - ギター
- ローレンス・コットル - ベース
- ジョン・フィニガン - ドラムス、パーカッション

アディショナル・ミュージシャン
- スティーヴ・ベントリー＝クライン - ストリングス